# Dyadiskt rum
Inom matematiken är ett dyadiskt kompaktum ett Hausdorffrum som är bilden av en produkt av två disjunkta mängder med två punkter. Ett dyadiskt rum är ett topologiskt rum som är isomorfiskt till ett delrum av ett dyadiskt kompaktum. 